# PolyStation
PolyStation是一種外形酷似PlayStation的FC相容機。這種遊戲系統擁有一個卡帶插槽揭蓋。PolyStation已發售了數種版本，包括PolyStation II、PolyStation III與PolyStation IV。其中一種PolyStation設計有意模仿PSOne，名為“Game Player”。
PolyStation聲稱擁有過百款遊戲，實際只有24款不同的遊戲；其餘的只以輕微變化重複上述24款遊戲（如更改調色盤或使用不同角色）。

## 參看
- Vii
- PS-KID是一種類似PolyStation的裝置，技術上來說只是一台變種的Power Player Super Joy III（英语：Power Player Super Joy III）。

## 外部連結
- Nintendo Player資料庫上的Polystation評測